# Kościół Matki Bożej Dobrej Rady w Trawnikach
Kościół Matki Bożej Dobrej Rady – filialny kościół rzymskokatolicki położony w Trawnikach.

## Historia
Świątynia została wybudowana w 1897 roku z inicjatywy państwa Jana i Alojzego Mańka oraz Adolfa Pierskały. Podczas II wojny światowej został zniszczony podczas nalotu lotnictwa amerykańskiego na wieś. Zniszczone zostały organy, ogrodzenie i cmentarz. Po wojnie został odbudowany według pierwotnych planów budowlanych. W 1947 roku został konsekrowany. Wieża dzwonnicza otrzymała nowe dzwony nazwane imionami: Jadwiga i Urban oraz dzwon Eucharystyczny. Uruchamiane są elektrycznie z wyjątkiem Jadwigi.

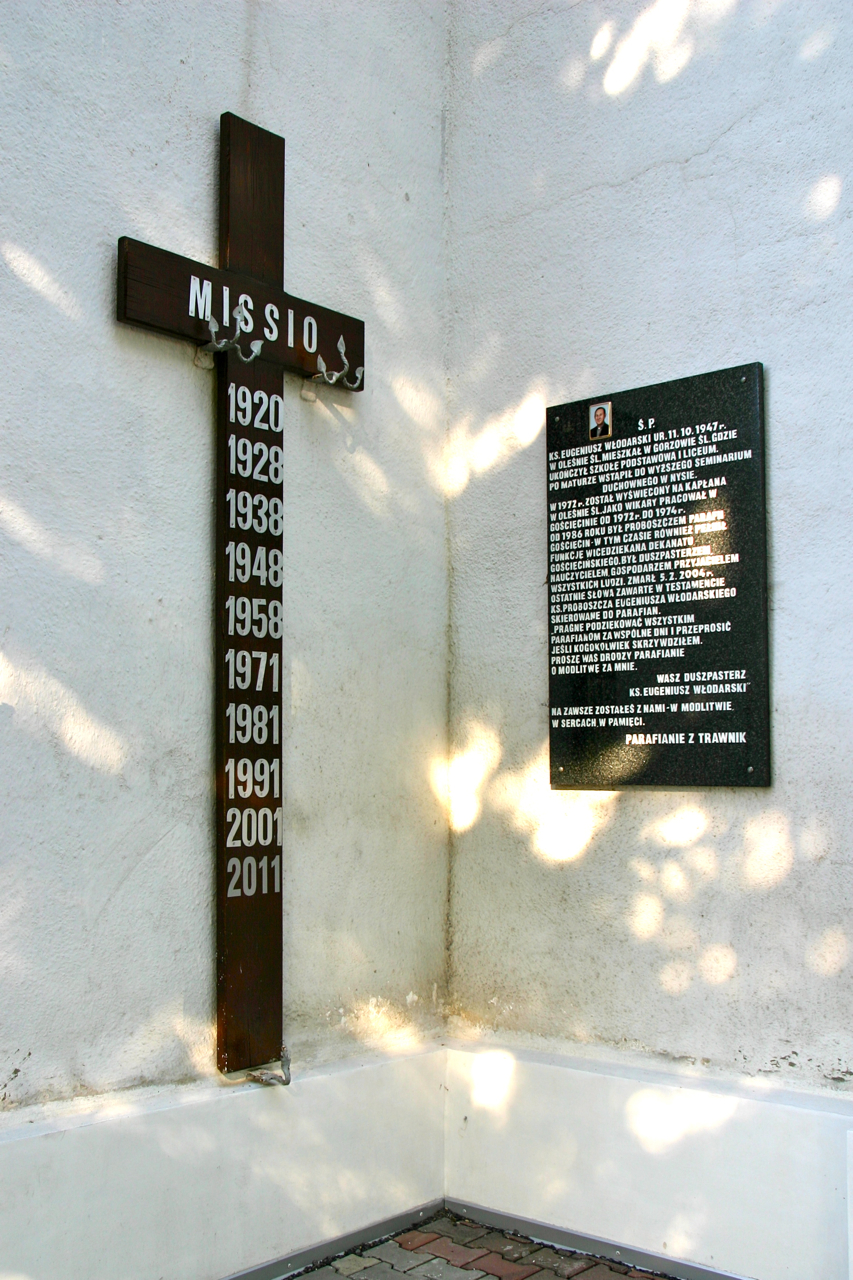

## Wyposażenie
W odbudowanym kościele zainstalowano nowy ołtarz przywieziony z Gościęcina. Z okresu przedwojennego zachowały się stacje Drogi Krzyżowej z początków XX wieku i konfesjonał z lat 20. XX wieku.